# Marmosa grisosa
La marmosa grisosa (Tlacuatzin canescens) és una espècie d'opòssum de la família dels didèlfids. És endèmica de Mèxic, des del sud de Sonora fins a Oaxaca, amb poblacions a les illes Maries i el centre de la península del Yucatán. Viu en hàbitats estacionalment àrids, especialment boscos mixtos, a altituds de fins a 2.100 metres.